# Gregorowce
Gregorowce (dodatkowa nazwa w języku białoruskim Рыгороўцы), dawn. Grygorowce – wieś w Polsce położona w województwie podlaskim, w powiecie bielskim, w gminie Orla.
| SIMC    | Nazwa      | Rodzaj  |
| ------- | ---------- | ------- |
| 0038149 | Gregorowce | kolonia |

Według Powszechnego Spisu Ludności z 1921 roku wieś zamieszkiwało 175 osób, wśród których 170 było wyznania prawosławnego, a 5 mojżeszowego. Jednocześnie 23 mieszkańców zadeklarowało polską przynależność narodową, a 152 białoruską. Było tu 40 budynków mieszkalnych.
W okresie międzywojennym wieś należała do gminy Dubiażyn. Majątek ziemski miał tu Witold Kosiński (408 mórg).
W latach 1954–1959 wieś należała do gromady Moskiewce, od 1960 r. należała i była siedzibą władz gromady Gregorowce. W latach 1975–1998 miejscowość administracyjnie należała do województwa białostockiego.
Miejscowość położona jest w odległości około 2,5 km od wsi Malinniki przez która przebiega droga do przejścia drogowego Połowce z Białorusią. Przez obszar wsi przebiega linia kolejowa Siedlce - Białystok.
Wieś zamieszkuje ok. 100 osób. Prawosławni mieszkańcy miejscowości należą do parafii św. Michała Archanioła w Wólce Wygonowskiej, a wierni kościoła rzymskokatolickiego do parafii św. Zygmunta w Kleszczelach.

## Ewolucja nazwy wsi
Hryhorowce (Hrehorowce - 1676, 1859, Hrehorowicze - 1790,1911, Hryhorowce 1880-1902, Grygorowce 1924, Gregorowce od 1933 r., jest i zapis Maleniki poczta Grzegorowce w spisie z 1967 r.)
ten ostatni zapis jest najprawdopodobniej błędem gramatycznym.

## Obiekty i tereny chronione
Na jej terenie znajdują się trzy cmentarze wojenne : żołnierzy niemieckich i rosyjskich z 1915 r. i cmentarz prawosławny /czynny/ wpisane do rejestru zabytków.

## Typologia gleb
Analiza map glebowo – rolniczych wykazuje, że na terenie wsi występują największe obszarowo skupiska gleb o wysokiej wartości produkcyjnej. Wieś Gregorowce charakteryzuje się ponadto najwyższym wskaźnikiem lesistości spośród miejscowości wchodzących w skład gminy Orla.

Cmentarz żołnierzy niemieckich z 1915 roku
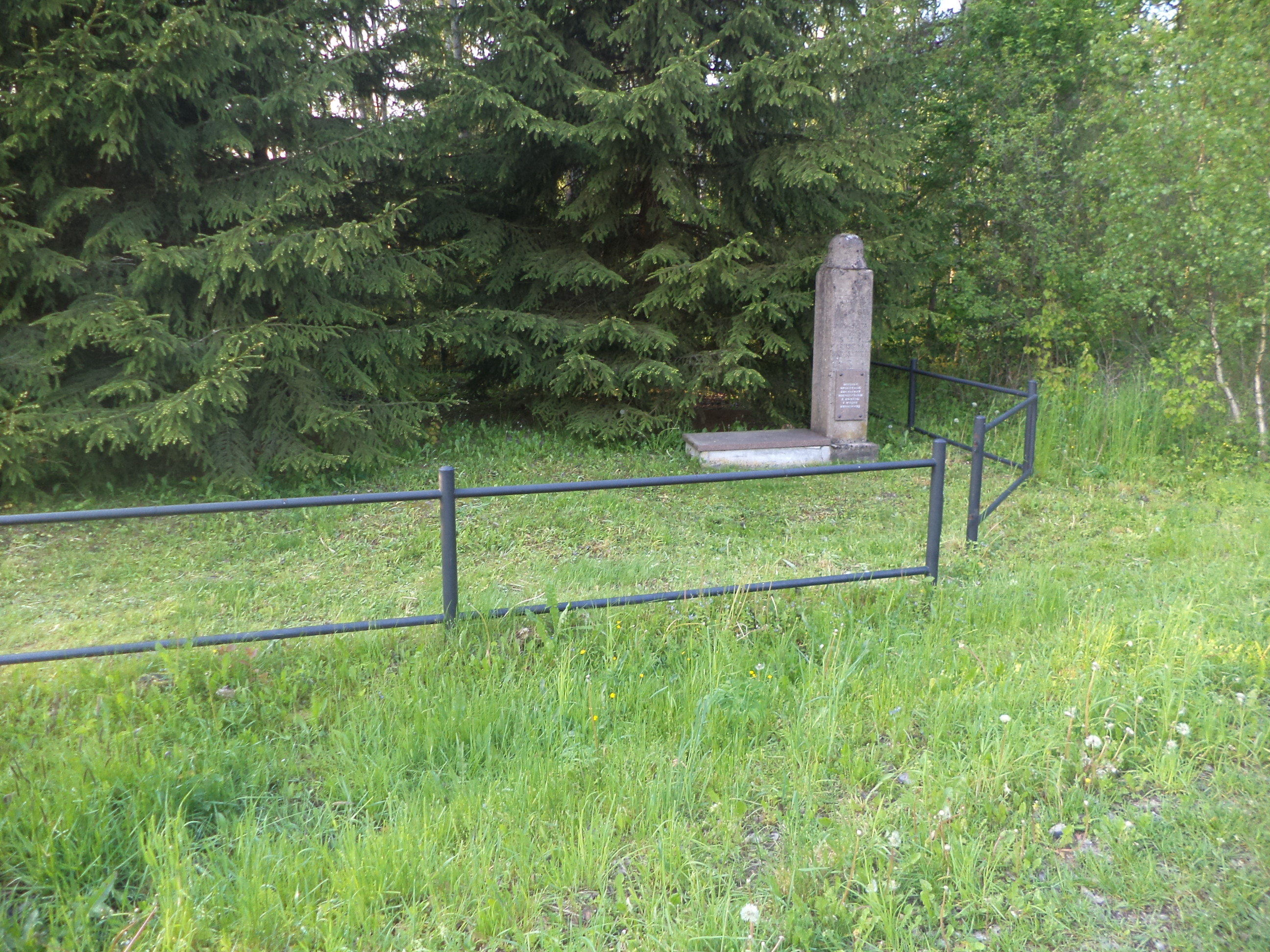
Widok ogólny.
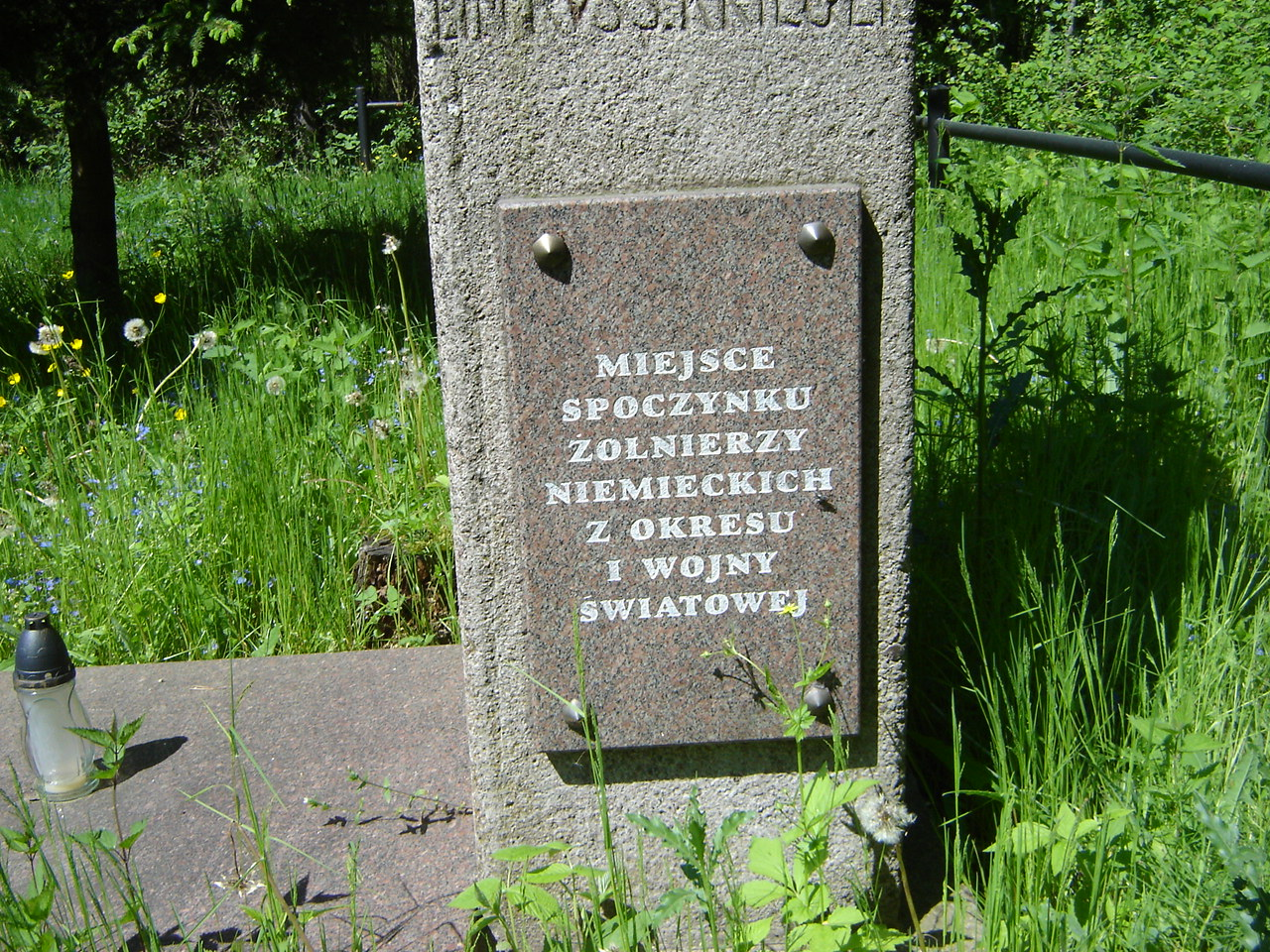
Płyta pamiątkowa.
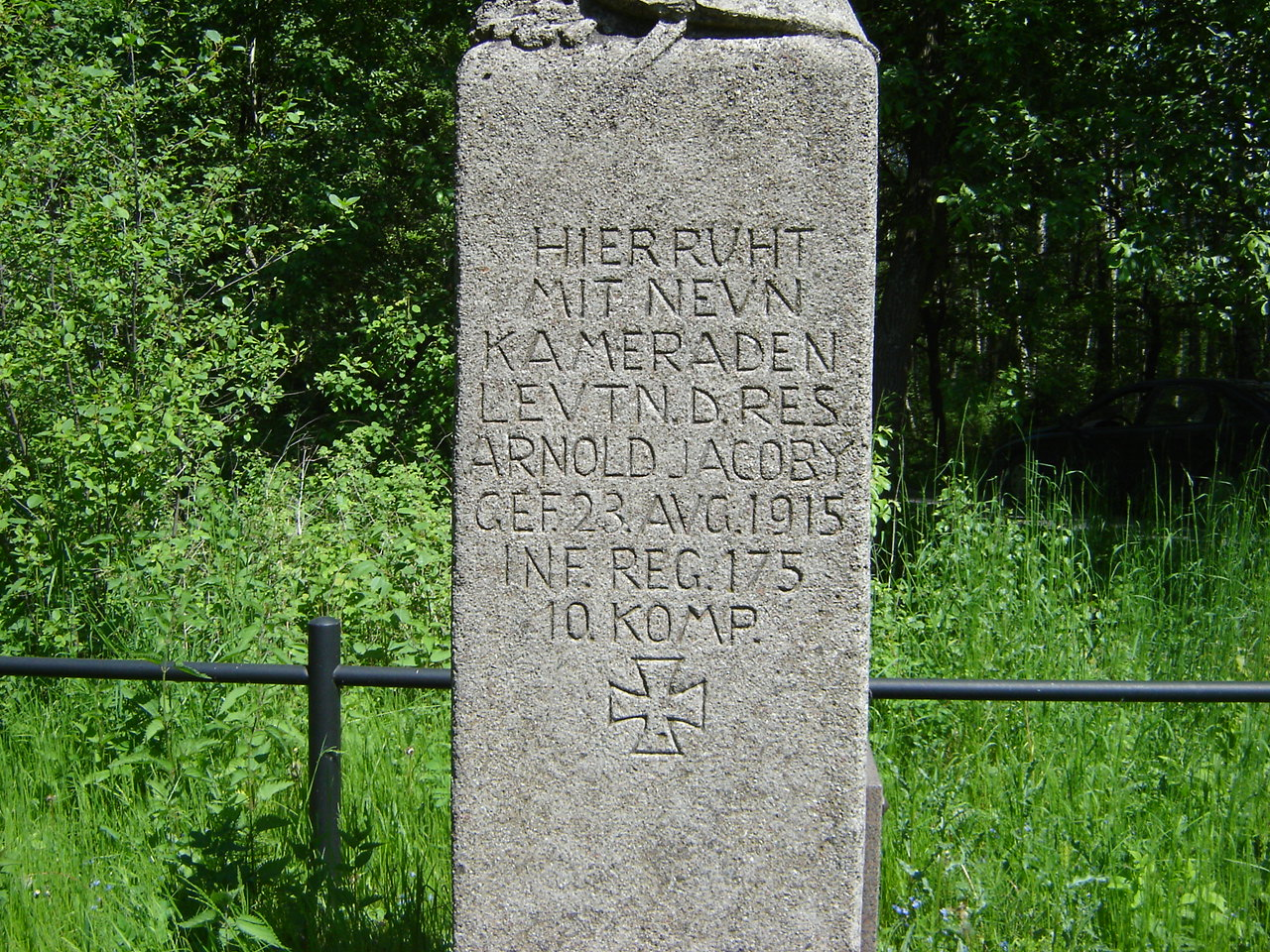
Napis na pomniku.

Cmentarz żołnierzy rosyjskich z 1914-1918 roku
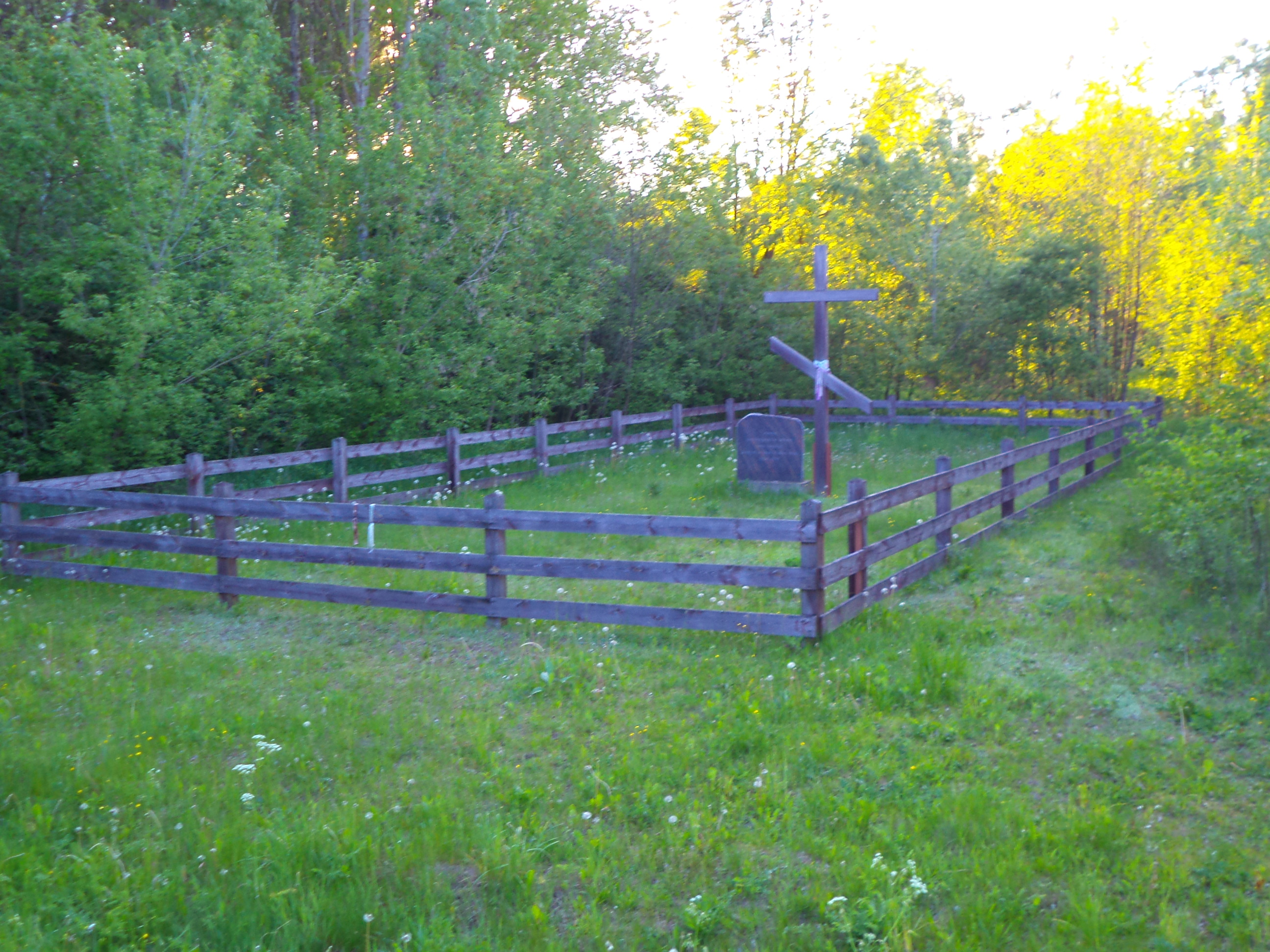
Widok ogólny
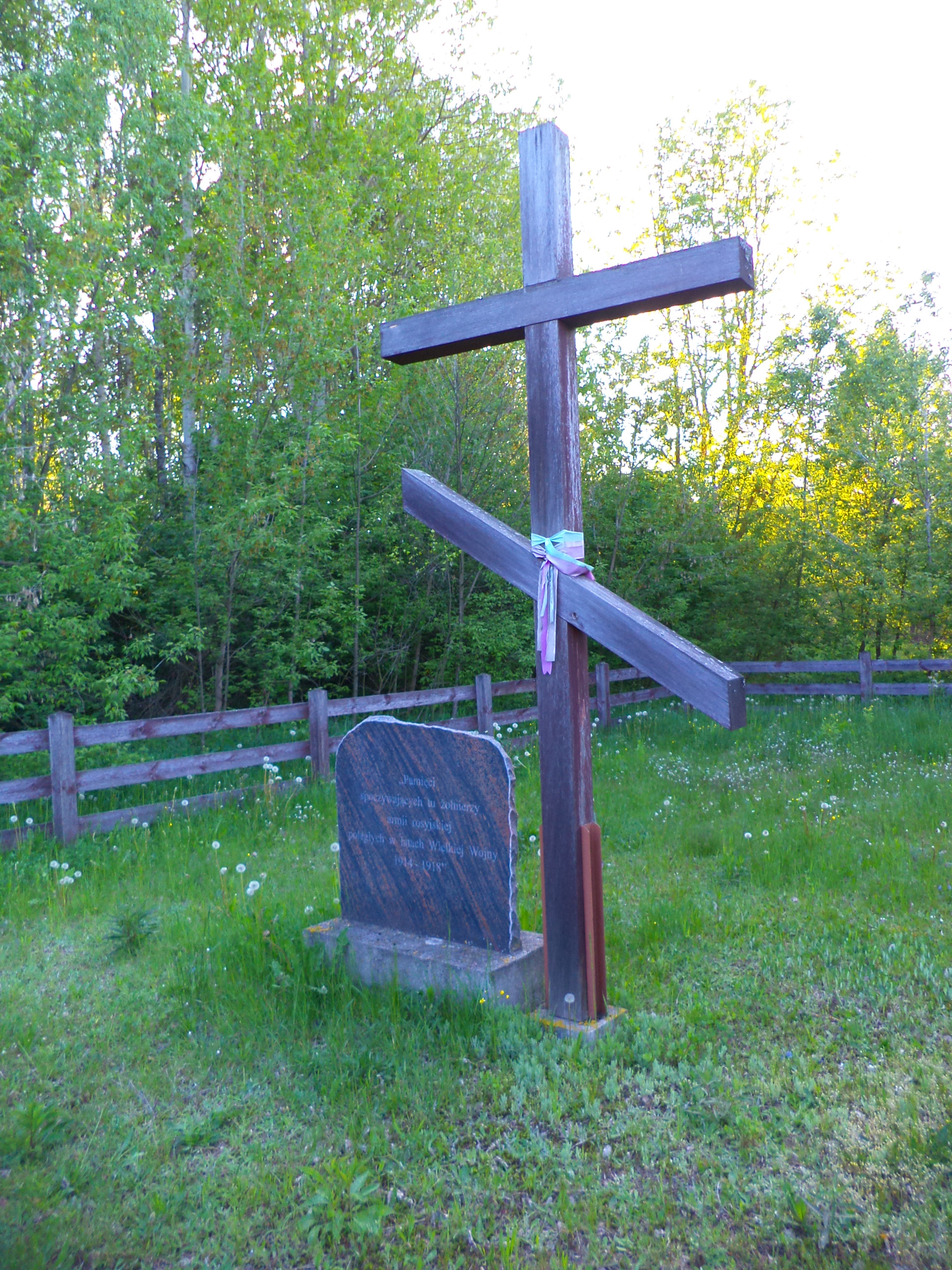
Krzyż płyta pamiątkowa
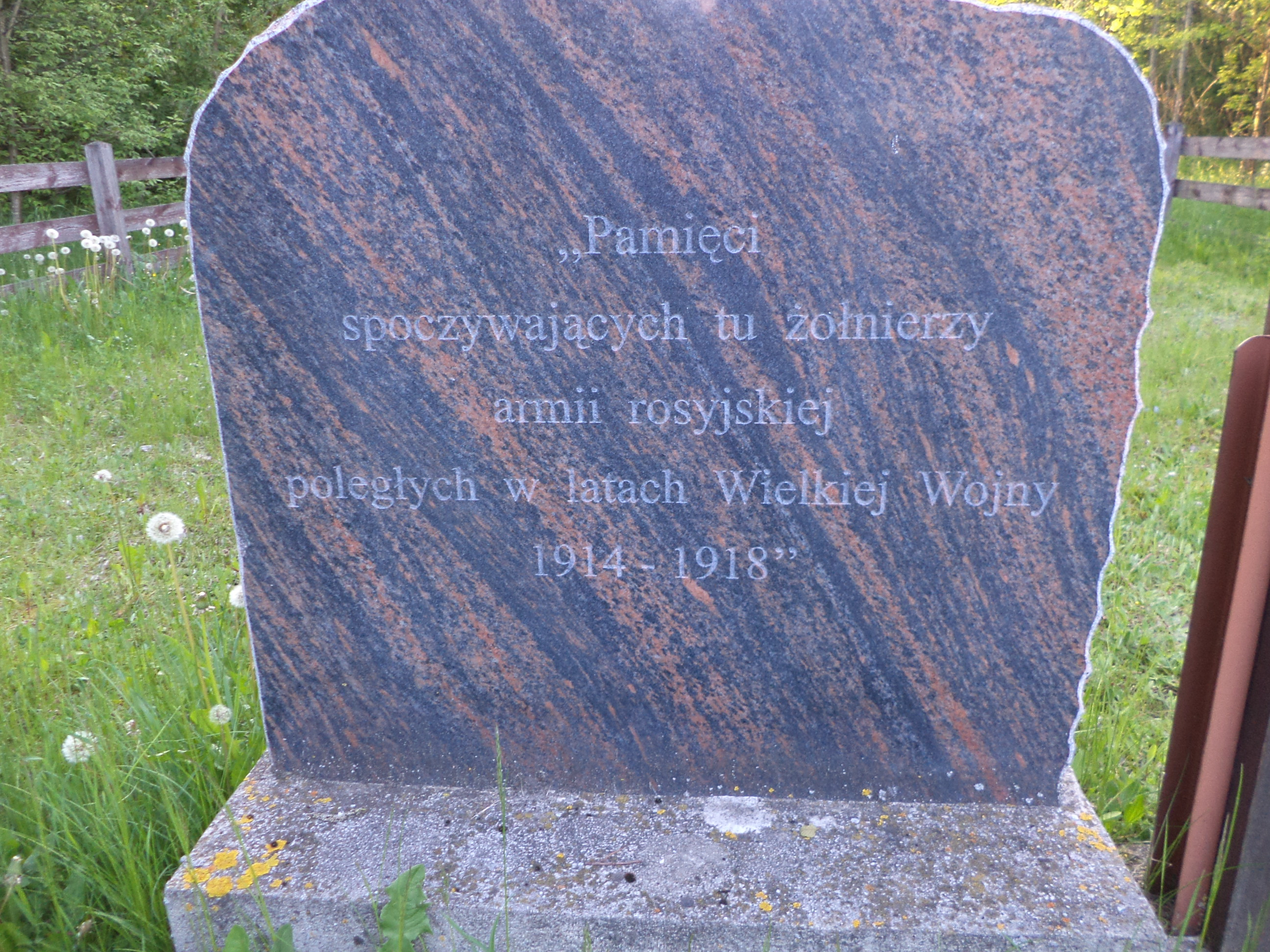
Napis na płycie pamiątkowej

Drugi cmentarz niemiecki z 1915 roku
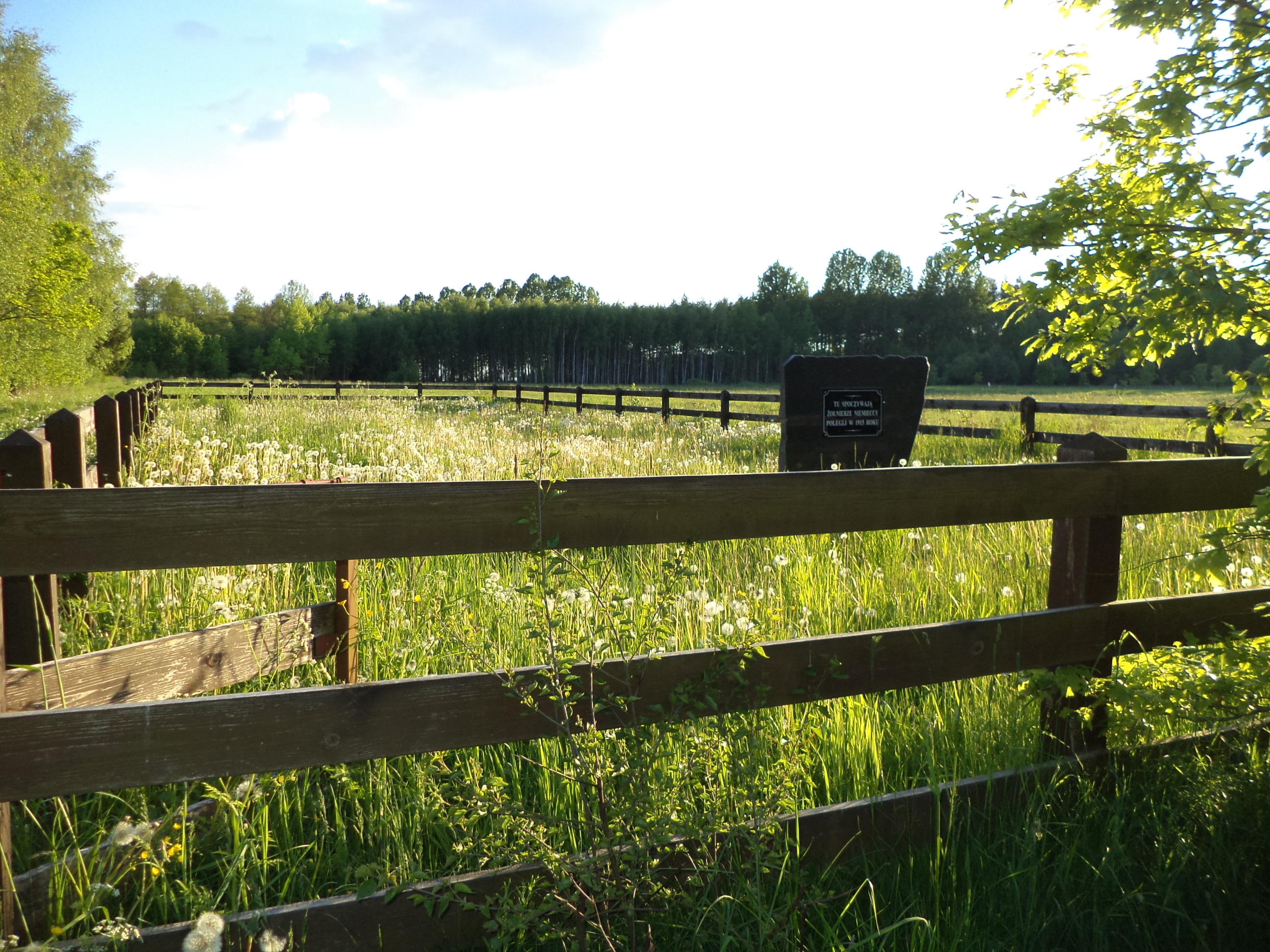
Widok ogólny
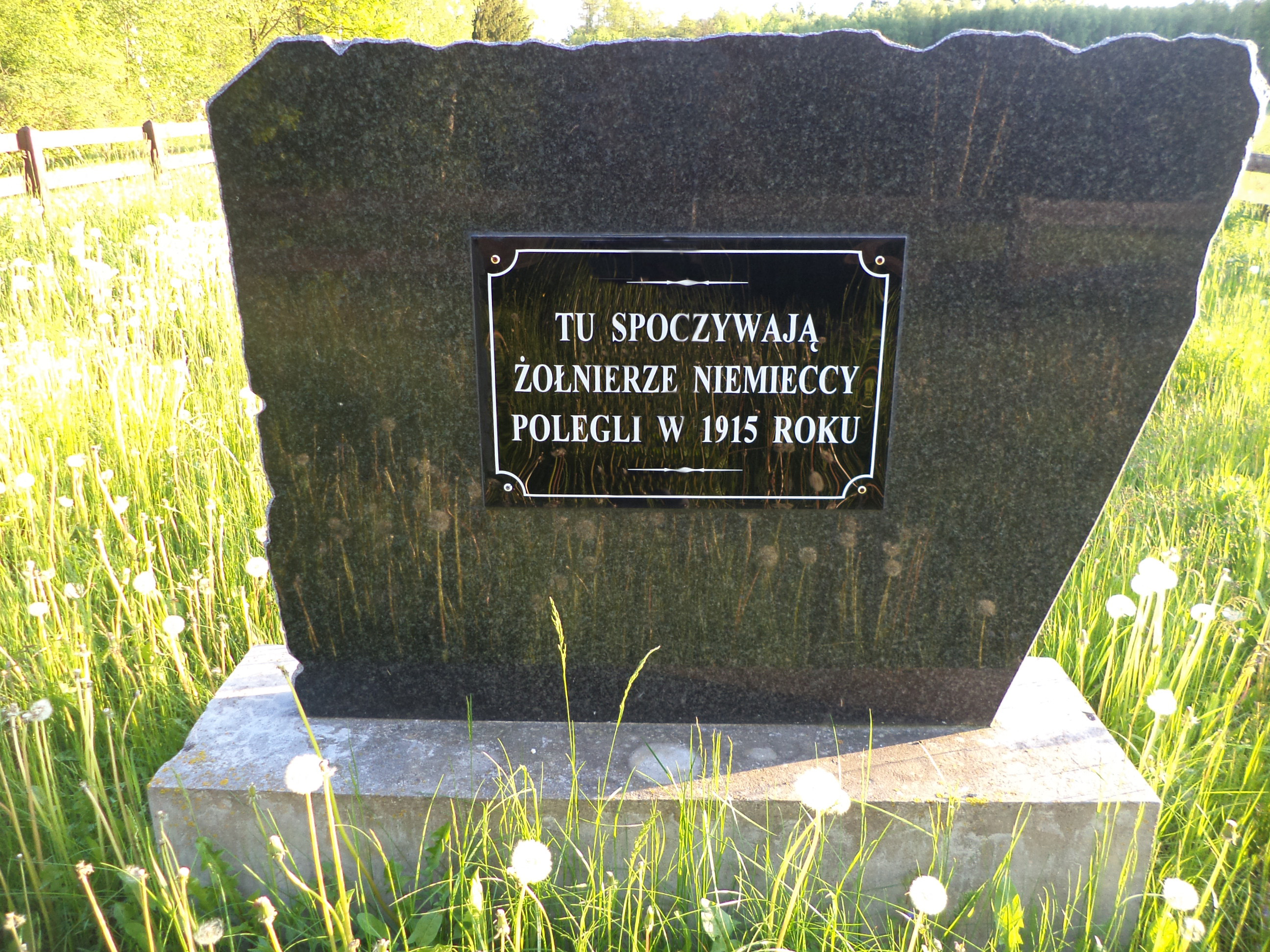
Widok pomnika